# Mathieu Gourdain
Mathieu Gourdain (Vernon, 4 maggio 1974) è uno schermidore francese, vincitore di due medaglie d'argento nella scherma ai giochi olimpici.

## Palmarès
In carriera ha conseguito i seguenti risultati:
- Giochi olimpici

Sydney 2000: argento nella sciabola a squadre ed individuale.
- Mondiali di scherma

Città del Capo 1997: oro nella sciabola a squadre.
La Chaux de Fonds 1998: argento nella sciabola a squadre.
Seul 1999: oro nella sciabola a squadre.
Nimes 2001: bronzo nella sciabola individuale.
- Europei di scherma

Limoges 1996: argento nella sciabola individuale.
Bolzano 1999: oro nel sciabola a squadre.